# Конвой № 3926
Конвой № 3926 — японський конвой часів Другої світової війни, проведення якого відбувалось у вересні — жовтні 1943-го.
Пунктом призначення конвою був атол Трук у центральній частині Каролінських островів, де ще до війни створили потужну базу японського ВМФ, з якої до лютого 1944-го провадились операції в низці архіпелагів. Вихідним пунктом став розташований у Токійській затоці порт Йокосука (саме звідси традиційно вирушала більшість конвоїв на Трук).
До складу увійшли судно «Хакусан-Мару» (що перевозив близько 1700 осіб) та ще один наразі неідентифікований транспорт, тоді як охорону забезпечував торпедний човен «Оторі».
Загін вийшов із Йокосуки 26 вересня 1943-го, проте не одразу полишив Токійську затоку, а ще відвідав порт Татеяма, звідки вирушив у перші години 27 вересня.
Хоча маршрут конвою пролягав через кілька традиційних районів патрулювання американських підводних човнів, проте в підсумку проходження відбулось успішно і 5 жовтня 1943-го він без втрат досягнув Труку.